# Lijst van monumenten in het National Register of Historic Places in Nye County
In Nye County in de Amerikaanse staat Nevada bevinden zich 53 federale monumenten die ingeschreven staan in het National Register of Historic Places, waarvan twee historic districts. Eén gebouw werd in 2000 van de lijst afgehaald (zie #Voormalige inschrijving).

## Lijst
| Naam                                       | Referentienummer | Plaats         | Locatie                                 | Datum van inschrijving | Opmerkingen       | Afbeelding |
| ------------------------------------------ | ---------------- | -------------- | --------------------------------------- | ---------------------- | ----------------- | ---------- |
| George A. Bartlett House                   | 82003215         | Tonopah        | McQuillan Street en Booker Street       | 20 mei 1982            |                   |            |
| Bass Building                              | 82003216         | Tonopah        | 119 Saint Patrick                       | 20 mei 1982            |                   |            |
| Belmont                                    | 72000766         | Tonopah        | 75 km ten noordoosten van Tonopah       | 13 juni 1972           | Historic district |            |
| William H. Berg House                      | 84002076         | Round Mountain | Mariposa Street en Davis Street         | 11 januari 1984        |                   |            |
| Berlin Historic District                   | 71000490         | Berlin         | Bij de SR 361                           | 5 november 1971        | Historic district |            |
| Cada C. Boak House                         | 82003217         | Tonopah        | Ellis Street                            | 20 mei 1982            |                   |            |
| Board and Batten Cottage                   | 82003218         | Tonopah        | Prospect Street                         | 20 mei 1982            |                   |            |
| Board and Batten Miners Cabin              | 82003219         | Tonopah        | Oddie Avenue                            | 20 mei 1982            |                   |            |
| Brann Boardinghouse                        | 82003220         | Tonopah        | Bryan Street                            | 20 mei 1982            |                   |            |
| Brokers Exchange                           | 82003221         | Tonopah        | 209-251 Brougher                        | 20 mei 1982            |                   |            |
| Hugh H. Brown House                        | 82000613         | Tonopah        | 129 Ellis Street                        | 13 oktober 1982        |                   |            |
| E.E. Burdick House                         | 82003223         | Tonopah        | 248 Prospect Street                     | 20 mei 1982            |                   |            |
| Jim Butler Mining Company Stone Row Houses | 82003224         | Tonopah        | 314 Everett Avenue                      | 20 mei 1982            |                   |            |
| Campbell and Kelly Building                | 82000614         | Tonopah        | Corona Street en Main Street            | 13 oktober 1982        |                   |            |
| Charles Clinton Stone Row House            | 82003225         | Tonopah        | 151 Central                             | 20 mei 1982            |                   |            |
| Combellack Adobe Row House                 | 82003226         | Tonopah        | Central Street                          | 20 mei 1982            |                   |            |
| Uri B. Curtis House                        | 82003227         | Tonopah        | 169 Booker Street                       | 20 mei 1982            |                   |            |
| Uri B. Curtis/Tasker L. Oddie House        | 82003228         | Tonopah        | Ellis Street                            | 20 mei 1982            |                   |            |
| Samuel C. Dunham House                     | 82003229         | Tonopah        | Belmont Avenue                          | 20 mei 1982            |                   |            |
| Frame Cottage                              | 82003230         | Tonopah        | 183 Prospect Street                     | 20 mei 1982            |                   |            |
| Gatecliff Rockshelter                      | 79001464         | Austin         | Ten zuidoosten van Austin               | 27 april 1979          |                   |            |
| Frank Golden Block                         | 82003231         | Tonopah        | Brougher Street en Main Street          | 20 mei 1982            |                   |            |
| John Gregovich House                       | 82003232         | Tonopah        | 101 Summit                              | 20 mei 1982            |                   |            |
| James Wild Horse Trap                      | 74001148         | Fish Springs   | Ca. 8 km ten oosten van Fish Springs    | 19 november 1974       |                   |            |
| Zeb Kendall House                          | 82003233         | Tonopah        | 159 University Avenue                   | 20 mei 1982            |                   |            |
| Manhattan School                           | 06000108         | Manhattan      | Gold Street                             | 8 maart 2006           |                   |            |
| Dr. J.R. Masterson House                   | 82003234         | Tonopah        | Ohio Avenue en 2nd Street               | 20 mei 1982            |                   |            |
| Irving McDonald House                      | 82003235         | Tonopah        | 191 Booker                              | 20 mei 1982            |                   |            |
| H.A. McKim Building                        | 82003236         | Tonopah        | Main Street en Oddie Street             | 20 mei 1982            |                   |            |
| Mizpah Hotel                               | 78001725         | Tonopah        | 100 Main Street                         | 7 juli 1978            |                   |            |
| Nevada-California Power Company            | 82003237         | Tonopah        | Hoek van Kanpp Street en Cutting Street | 26 juli 1982           |                   |            |
| Nye County Courthouse                      | 82003238         | Tonopah        | McCulloch Street                        | 20 mei 1982            |                   |            |
| Nye County Mercantile Company              | 82003239         | Tonopah        | 147 Main Street                         | 20 mei 1982            |                   |            |
| Arthur Raycraft House                      | 82003240         | Tonopah        | Booker Street                           | 20 mei 1982            |                   |            |
| Judge W.A. Sawle House                     | 82003241         | Tonopah        | 155 Central Street                      | 20 mei 1982            |                   |            |
| Sedan Crater                               | 94000183         | Mercury        | Area 10 (Nevada Test Site)              | 21 maart 1994          |                   |            |
| Cal Shaw Adobe Duplex                      | 82003243         | Tonopah        | 129 Central                             | 20 mei 1982            |                   |            |
| Cal Shaw Stone Row House                   | 82003242         | Tonopah        | Central Street                          | 20 mei 1982            |                   |            |
| E.R. Shields House                         | 82003244         | Tonopah        | 351 Saint Patrick                       | 20 mei 1982            |                   |            |
| St. Marks P.E. Church                      | 82003246         | Tonopah        | 210 University Avenue                   | 20 mei 1982            |                   |            |
| State Bank and Trust Company               | 82003247         | Tonopah        | 102 Brougher                            | 20 mei 1982            |                   |            |
| Stone Jail Building and Row House          | 82003248         | Tonopah        | Water Street                            | 20 mei 1982            |                   |            |
| Tonopah Liquor Company Building            | 82003249         | Tonopah        | Main Street                             | 20 mei 1982            |                   |            |
| Tonopah Mining Company Cottage             | 82003250         | Tonopah        | Queen Street                            | 20 mei 1982            |                   |            |
| Tonopah Mining Company House               | 82003251         | Tonopah        | Queen Street                            | 20 mei 1982            |                   |            |
| Tonopah Public Library                     | 82003252         | Tonopah        | 171 Central                             | 20 mei 1982            |                   |            |
| Tonopah Volunteer Firehouse and Gymnasium  | 82003253         | Tonopah        | Brougher Street en Burro Street         | 20 mei 1982            |                   |            |
| Tonopah-Extension Mining Company           | 82003254         | Tonopah        | Main Street                             | 20 mei 1982            |                   |            |
| Tybo Charcoal Kilns                        | 74001149         | Tonopah        | 90 km ten noordoosten van Tonopah       | 19 november 1974       |                   |            |
| US Post Office - Tonopah Main              | 90000136         | Tonopah        | 201 Main Street                         | 28 februari 1990       |                   |            |
| Verdi Lumber Company Building              | 82003255         | Tonopah        | Main Street                             | 20 mei 1982            |                   |            |
| Water Company of Tonopah Building          | 82003256         | Tonopah        | Burro Avenue en Brougher Avenue         | 20 mei 1982            |                   |            |
| Wieland Brewery Building                   | 82003257         | Tonopah        | Mineral Street                          | 20 mei 1982            |                   |            |

## Voormalige inschrijving
| Naam                    | Referentienummer | Plaats  | Locatie      | Datum van inschrijving | Datum van uitschrijving |
| ----------------------- | ---------------- | ------- | ------------ | ---------------------- | ----------------------- |
| J.E. Smith Stone Duplex | 82003245         | Tonopah | 415 Florence | 26 juli 1982           | 13 oktober 2000         |